# Пингелапский язык
Пингелапский язык (Pingelap, Pingelapese, Pingilapese) — микронезийский язык, на котором говорят пингелапцы в атолле Пингелап и острове Понпеи в ФШМ, а также в США.
Пингелапский язык является микронезийским языком австронезийской языковой семьи. Он тесно связан с другими языками чуукско-понпейской ветви, разделяя 83 % лексического сходства с мокильским и 79 % лексического сходства с понпейским. Примерно 5000 лет назад микронезийские народы отправились на восток с Тайваня и в конечном итоге добрались до Микронезии примерно 3000 лет спустя. Мортон и др. подсчитано, что микронезийские народы проживали на Пингелапе в течение 1000 лет, почти за 800 лет до того, как были зафиксированы какие-либо контакты с европейцами.